# Проблем зла
У филозофији религије, проблем зла садржи се у питању како објаснити зло ако постоји божанство које је свеблагонаклоно, свемогуће и свезнајуће (види теизам).
У питању је класични теолошки проблем за сваку монотеистичку религију која тврди да је све створио свемогући, свезнајући, свеправедни, свевидећи, свемоћан и бескрајно добри Бог. Проблем зла се акутно односи на монотеистичке религије као што су хришћанство, ислам и јудаизам који верују у монотеистичког Бога који је свемогућ, свевидећ, свеправедан, свезнајућ и свемоћан; али питање „зашто зло постоји?“ такође је проучавано у религијама које нису теистичке или политеистичке, као што су будизам, хиндуизам и џаинизам.
Проблем гласи: Како постојање свемогућег и бескрајно доброг Бога помирити с чињеницом постојања зла у свету?
| „        | Бог или жели да укине зло а не може; или може али не жели; или пак нити може нити жели. Ако жели а не може, онда је немоћан. Ако може али не жели, онда је зао. Али ако Бог може и жели да укине зло, откуда онда зло у свету? | ” |
| — Епикур | |   |

Хјум сумира Епикурову верзију проблема на следећи начин: "Да ли је Бог жели да спречи зло, али није у стању? Тада није свемогућ. Да ли је у стању, али није вољан? Тада је злонамеран. Да ли је и способан и вољан? Одакле онда долази зло?"
Неки филозофи тврде да је истовремено постојање доброг Бога и зла логички непомирљиво или невероватно. Покушаји да се реши ово питање је основни проблем теодицеје. Неки одговори на ова питања укључују аргументе да слободна воља не може постојати без могућности зла, да људи не могу да разумеју Бога, да је патња потребна за духовни развој и да је зло последица палог света.
Једно решење проблема зла је да Бог није добар.
Постоје многе расправе о злу и везаним проблемима у другим филозофским пољима као што су секуларна етика и еволуциона етика. Међутим, проблем зла се уобичајено узима у теолошком контексту.

## Аргумент на основу патње
(АП1) У свету постоји патња.
(АП2) Ако у свету постоји патња, онда Бог не постоји.
(АП3) Дакле, Бог не постоји.
Аргумент је валидан; ако су му премисе истините, и закључак мора бити истинит. Премиса АП1 не делује проблематично. Она само тврди да у свету постоји патња. Под патњом се овде мисли на болове и нелагодности свих врста које жива бића искушавају. То је довољно да АП1 буде истинито. Постојање бола и патње макар једног бића у свету значи да у свету постоји патња. (А у свету постоји много више патње од патње коју једно створење може поднети, и много горе патње од оне коју једно створење може поднети.)
Међутим, постоји проблем код друге премисе. Питање које наступа јесте зашто постојање патње повлачи непостојање Бога. Разлог за то се налази у својствима савршеног Бога. Ако је Бог свезнајући, он би морао да зна за постојање патње у свету. Ако је Бог бескрајно добар, он би морао хтети да патња буде искорењена, да патње у свету не буде. Коначно, ако је бог свемоћан, он би био у стању да спречи постојање патње. Ако је све ово што смо рекли о Богу тачно, онда патње у свету не би смело да буде. А патње ипак постоји.
Односно, с обзиром на то да патња постоји у свету, Бог или не зна за њено постојање па није свезнајући, или неће да искорени патњу па није бескрајно добар, или није у стању да спречи патњу које је свестан и коју жели да спречи па није свемоћан. Ако у свету има патње, онда савршено биће не постоји.
Циљ аргумента проблема зла, гледано с атеистичке стране, није да докаже непостојање Бога, већ непостојање савршеног Бога, онаквог Бога каквог традиција већине верских деноминација насталих у аврамским религијама сматра вредним обожавања.

## Теистички одговор
Теисти ипак мисле да не морају прихватити истинитост премисе АП2. Они покушавају да увере у то да иако у свету има патње, то ипак не значи, односно не имплицира, да Бог не постоји. То покушавају да постигну тако што указују на то да и савршени Бог може имати добре разлоге да допусти постојање патње и зла у свету. Постојање патње, другим речима, компатибилно је са постојањем Бога.
Општа форма покушаја да се постојање патње покаже као компатибилно са постојањем Бога је оваква: Бог допушта постојање патње у свету зато што постоји неко друго, веће добро које се може постићи само ако у свету постоји патња.
Постоје три покушаја за одбрану постојања Бога код проблема зла. Прва одбрана се своди на добра која ценимо, друга на изградњу позитивних карактерних црта и трећа да је патња неопходна за слободу воље.
Августин Хипонски  је разликовао три типа зла: метафизичко, физичко и морално. Сва ова три типа зла се могу посматрати као одсуство добра и мањак бића:
- Метафизичко зло је „цурење“ и одступање из савршенства. Под тим аспектом гледано, нека створења су зла, зато јер су „испали“ из савршенства које је подарио Бог који све чини савршеним.
- Физичко зло састоји се у одсуству савршенства, због природе, на пример слепило је одсуство вида у бићу које мора да има вид по својој природи. Августин под утицајем Платона и стоичара оправдава присуство физичког зла у општем реду природе, у којој се служи дисонанца већој наглашености, све већој хармонији.
- Морално зло, гријех, је акција супротна од Божије воље. Узрок моралног зла није Бог који је бесконачна свјетлост, или можда садржина како су то платоничари гледали, као материја створена од Бога, већ одступање од Божије воље. Узрок моралног зла је слободна воља, коју је човјек способан да претвори из реда у неред, па да учини себе противником самог Бога.[13]

### Добра која се цене
Први предлог за одбрану постојања Бога би био:
Када Бог не би допустио постојање патње у свету, нико не би могао да цени, или да адекватно вреднује, добре ствари које постоје у свету.
Када патња на свету не би постојала, у таквим околностима, људи би се стално налазили у стању задовољства и задовољености. Такво стање ни по чему не би било посебно, па ствари које се сматрају добрим—као што су лични и колективни успеси, великодушни и пожртвовани поступци, заједништво, љубав, лепота, итд.— људи не би умели да цене таква добра, јер би их остављале равнодушним.
Ова одбрана се може формулисати као аргумент:
(ВД1) Најбољи свет садржи добра која су цењена.
(ВД2) Ако најбољи свет садржи добра која су цењена, онда је најбољи свет онај који садржи патње какве у нашем свету доживљавамо.
(ВД3) Ако је најбољи свет онај који садржи патње какве се у нашем свету догађају, онда би Бог допустио да постоје патње какве у нашем свету доживљавамо.
(ВД4) Дакле, Бог би допустио да постоје патње какве у нашем свету доживљавамо.
Овај аргумент је валидан. Међутим, доводи се у питање истинитост премиса у аргументу. Прва премиса делује уверљиво; заиста изгледа да је свет у којем су добре ствари цењене и адекватно вредноване бољи од оног у којем нису. Друга премиса је мотивисана идејом да је доживљавање патње неопходно за то да неко буде у стању да адекватно цени добре ствари у животу. Без те патње, људи би били незахвални, с обзиром да су у стању константног задовољства. Трећа премиса се ослања на идеју да би савршени Бог хтео да створи, а онда, будући да његова воља мора бити остварена, заиста и створио најбољи свет какав је овај, односно свет у којем је патња нужна како би се могле ценити добре ствари.
Аргумент наилази на проблем када се у питање доведу својства Бога. Наиме, када је у питању патња, Бог је могао да учини да ценимо добре ствари чак и ако патња није уведена у свет. На пример, Бог је могао уредити да сва искуства буду пријатна, али истовремено да сва буду поређана тако да се временом количина задовољства постепено увећава. У том случају, сећајући се својих ранијих искустава, људи би били у стању да цене чињеницу да ствари сада стоје осетно боље. На тај начин се може добити позитивно вредновање добрих ствари без увођења патње у свет. Ова могућност показује да патња није неопходна за то да добре ствари буду цењене. Могуће је имати најбољи свет, тј. свет у којем су добра цењена, а да у том свету не постоји патња. Дакле, ВД2 није истинита тврдња.
Друго, ако се и претпостави да патња ипак јесте нужна за то да добре ствари буду цењене, може се рећи да не постоји потреба за тим да у свету буде толико патње колико се доживљава. Хладан и ветровит јесењи дан је можда потребан како би људи ценили пријатне, умерено топле пролећне дане. Али с обзиром на то, чини се да нема никакве потребе за ураганима који уништавају стотине домова и живота. Изгледа да би намера да се патња уведе у циљу вредновања добрих ствари могла да буде спроведена са много мање патње, што показује да је огроман део патњи које постоје потпуно непотребан и да им недостаје било каква сврха.
Теисти углавном буду непопустљиви у одбрани ВД2 и инсистирају на томе да је сва патња коју доживљавамо неопходна за то да добре ствари буду цењене. Међутим, то би их довело у проблем са одбраном премисе ВД1. Што је већа патња потребна да би се добре ствари могле ценити, то је мање уверљива тврдња да најбољи свет садржи цењена добра.

#### Противаргумент за вредновање добра:
(НП1) У свету постоји непотребна патња.
(НП2) Ако у свету постоји непотребна патња, онда Бог не постоји.
(НП3) Дакле, Бог не постоји.
Премиса НП1 тврди да у свету постоји патња која је бесмислена, која не служи никаквој сврси. НП1 је тврдња која је контроверзнија него премиса АП1 првог аргумента против постојања Бога; мање је очигледно да у свету постоји непотребна патња него да постоји патња уопште. У прилог истинитости НП1 се може навести чињеница да нема проблема да  у проналажењу примера такве патње када је у питању о Вредновање доброг. Аргумент даље тврди (у премиси НП2) да је постојање Бога неспојиво са патњом која не служи никаквој сврси, за коју не постоји добар разлог. Непотребна патња је управо таква врста патње, и непотребна патња постоји. Дакле, атеисти наводе, Бог не постоји.

### Изградња пожељних карактерних особина
Следећа одбрана од проблема зла је ова: патња је у свету неопходна зато што без ње људи не би могли да изграде неке од најпожељнијих карактерних особина. Како теисти наводе, да би људи постали храбри, издржљиви, емпатични, лојални, итд., неопходно је да буду изложени неким изворима и изазовима патње. Свет у којем нема опасности је свет у којем не може бити храбрости и пожртвованости; тек са постојањем опасности и са њом скопчане могућности да буду изложени патњи могу доћи у ситуацију да изграде ове пожељне карактерне особине. У форми аргумента, ова одбрана изгледа овако:
(ИК1) Најбољи свет садржи пожељне карактерне особине.
(ИК2) Ако најбољи свет садржи пожељне карактерне особине, онда је најбољи свет онај који садржи патње какве у нашем свету доживљавамо.
(ИК3) Ако је најбољи свет онај који садржи патње какве се у нашем свету догађају, онда би Бог допустио да постоје патње какве у нашем свету доживљавамо.
(ИК4) Дакле, Бог би допустио да постоје патње какве у нашем свету доживљавамо.
Прва премиса почива на идеји да је свет у којем су људи добри, пожртвовани, вредни, итд., бољи него свет у којем то нико није, макар сви у том свету били срећни. Друга премиса је мотивисана идејом да нико не може поседовати храброст, пожртвованост, и друге сличне особине ако не би постојала могућност да се доживе бол и патња. Коначно, трећа премиса изражава идеју да би Бог могао и хтео да створи свет у којем нема патње ако би тај свет био бољи од света без патње.
Противници ове одбране признају да изградња карактера оправдава многе облике и случајеве патње. Без муке и бола које са собом носе крајње сиромаштво и физичка онеспособљеност не би могло бити дубоке емпатије и доброчинства; без ужаса ратног сукоба нико не би могао достићи високе нивое херојске храбрости и пожртвованости, итд. Будући да су ова добра—ове особине карактера—пожељна и да је свет бољи са њима него без њих, може се схватити зашто би Бог допустио постојање патње која их омогућује.
Друго, изградњом карактера се могу оправдати зла и патње које су атеисти видели као непотребне у првој одбрани, односно зла и патње за које изгледа да не служе никаквој сврси: на пример, болови какве доживљавају оболели од неких хроничних болести доводе до тога да се изграде издржљивост и трпељивост без којих би свет био битно лошије место.
Ипак, ни Изградња карактера није адекватна одбрана Божијег постојања. Постоје случајеви наизглед непотребне патње који не могу да буду оправдани изградњом нечијег карактера. На пример, иако неким људима болови који прате тешка хронична обољења могу омогућити да изграде пожељне карактерне особине, други у интензивним боловима и мукама проживе недеље и месеце и затим скончају, а да нису ни имали прилику да им карактер буде на било који начин развијен. Слично томе, ратни ужаси могу од некога да начине хероја, али на сваког таквог дође неколико оних који својим искуствима буду трајно трауматизовани. У прилог одбране преко изградње карактера, случајеви какви су наведени ипак могу да произведу добра која би их оправдала, само не у онима који кроз бол и патњу пролазе: уместо тога, ближњи оних чија патња се чини непотребном могу да донесу у свет добро које би оправдало проживљену патњу. Међутим, ни овај одговор не пролази нарочито добро. Морално савршенство које би Бог требало да поседује изгледа да је тешко помирити са идејом да се допусти да неко страховито пати зарад добра неког другог. Очекивало би се да омнипотентно и морално савршено биће може спречи велику патњу недужне особе и да истовремено у њеним пријатељима и рођацима произведе врлине.
Све и да се допусти да морално усавршавање пријатеља, рођака и случајних пролазника може да учини велику патњу сврховитом, остају многи примери великих патњи и болова који се не могу овако оправдати. Има, и кроз историју је увек било, људи који пате и умиру у самоћи и изолацији. Такође, постоје и догађаји као што су шумски пожари у којима страдају у страховитом болу и патњи многе животиње (процењује се да је у аустралијским пожарима у 2019. страдало око 3 милијарде животиња); можда су такви догађаји и рефлексија који се иницирају у људима некад и некога учинили бољом особом, али небројено много сличних догађаја се одвија и одвијало без људског знања или чак пре него што су људи уопште постојали.

### Слобода воље
Трећа врста одбране је традиционално најпопуларнија. Неку верзију ове одбране су филозофи заступали још од тренутка када је проблем први пут предочен теистима. У питању је одбрана која се позива на слободу воље као разлог за допуштање патње и зла у свету. Према овој линији одбране, Бог је допустио зло зато што је допустио људима слободан избор у поступању.
Свет у којем људи стално поступају добро, али су њихови поступци сасвим изван њихове контроле - ако Бог унапред одређује до последњег детаља како ће ко поступати од рођења до смрти битно је лошији свет од оног у којем живе људи који поступају несавршено, али то раде својом вољом, као и све друго што раде.
Ова одбрана има предности у односу на остале наведене одбране. Изгледа да није могуће поступати слободно, односно на такав начин да је у тренутку поступка било могуће направити другачији избор поступка, а да се не допусти могућност да се поступа погрешно. На овај начин слободна воља може да оправда многа од зла и патњи које нису могле да оправдају претходне одбране: на пример, може да оправда зла и патње настале у рату и у злочинима. (Наравно, не да оправда ратове и злочине у моралном смислу—и даље ће то бити злодела—већ да их оправда у смислу давања некакве пожељне сврхе патњи коју производе.) Ни ова одбрана теизма нема наде на успех.
Ова одбрана не оправдава зла и патње које нису произвели људи. Не оправдава патње произведене природним непогодама—земљотресима, пожарима, цунамијима, итд. Свакако би био бољи свет у којем има слободне воље и са њом повезаних лоших поступака, али нема природних узрока сувишних патњи. Такође, слобода воље не оправдава ни сва зла која производе бића којима је слобода воље подарена. Бог би могао да уреди ствари тако да многа зла, ако не и сва, буду спречена а да то не угрози људску слободу воље. На пример, Бог би могао да допусти да суманути убица смисли и одлучи да спроведе оружани напад на школу, да са тим нападом и отпочне, али да буде спречен од стране полиције у својој намери пре него што заправо начини неко зло.
Спречавање последице његове слободне одлуке не би учинило његово поступање ништа мање слободним. Штавише, ако у том сценарију постоји неко ко равнодушно посматра почетак напада и не пада му на памет да интервенише, с правом би људи такво посматрачево поступање осудили. По аналогији, може се рећи да је Бог—будући да је свемоћан и свезнајући—попут равнодушног посматрача који допушта зло и патњу које би могао да спречи.
Сумњиво је да ли уопште можемо да говоримо о слободи воље у свету којим управља свезнајуће и свемогуће биће. Овај проблем је мучио филозофе у средњем веку и може се назвати проблемом Божијег предзнања.
Бог је свезнајуће биће. Он зна све што је било случај, што јесте случај и што ће бити случај. Зна колико влати траве има у Јапану, које боје су биле очи последњег Тираносауруса и слично. За атеисте је посебно важна ова трећа врста случаја, односно Божије знање о будућности, о стварима које се још нису догодиле.
Бог зна све истине о будућности, што значи да је његовим свезнањем спречена могућност слободног поступања. И пре него што се почне са приговорима одбрани теизма позивањем на слободу воље, можемо се указати на то да је слобода воље немогућа у свету који је направио свезнајући Творац.
Најзад, теиста може да одабере различиту стратегију: уместо да покуша да идентификује посебно вредна добра која би могла да учине увођење патње и зла у свет нужним, може да каже како је сâмо очекивање да се може идентификовати такво добро погрешно. Божија природа и Божије намере су недокучиве; такође, величина Божијег дела—цео створени свет у свој његовој комплексности и повезаности—далеко превазилази моћи нашег поимања и разумевања. Људи нису у позицији да разумеју, а камоли да процењују Божије разлоге за допуштање зла и патње.
Овакав приговор, атеисти такође одбацују, уз прилог дајући два разлога за то.
Први разлог јесте, ако је Бог у тој мери недокучив и удаљен да људи не могу ни да почну да поимају његову природу и намере, како уопште треба да схвате тврдњу да је Бог савршено добар, или морално савршен? Ако је Бог добар на неки начин који је упоредив са добротом какву свакодневно препознајемо—уз ту разлику, наравно, да је Божија доброта максимална, или савршена верзија наше доброте, онда људи морају признати да је погрешно што Бог равнодушно посматра сувишну патњу која се одвија у свету. У случају да се под Божијом добротом мисли на нешто радикално различито од доброте како је иначе разумемо, онда атеисти морају признати како је схватање Бога од којег су пошли у ову целу дискусију погрешно.
Бог можда уопште није створење које је вредно обожавања и љубави, и то не зато што су атеисти доказали да није свемогућ, свезнајући и савршено добар, већ зато што људи немају представу о томе шта и какав је Бог.
Друго, остављајући по страни значење предиката које теисти припису Богу,  дискутује се о самој одбрани постојања патње позивањем на Божију недокучивост.

#### Мисаони експеримент-Земља из маште
Мисаони експеримент захтева да се замисли једна земља у којој живи много срећних људи, земља прелепе природе, земља древне и богате културе, земља која се с правом поноси својим историјским наслеђем. Земљу у којој се најбоље једе и у којој у јесен најбоље миришу печене паприке. Земља у којој се редовно радује спортским успесима и у којој се поносе својом гостопримљивошћу. Потребно је да се замисли да у истој тој земљи има веома много веома сиромашних људи, да они међу тим сиромашнима који и имају неки посао раде дуго и у лошим условима, да у тој земљи многа тешко оболела деца не могу да се лече па су им родитељи приморани да моле за новчану помоћ.
Треба замислити земљу у којој се о прелепој природи не води рачуна, у којој се реке пакују у цеви или се у њих директно излива канализација, у којој се депоније пуштају да недељама горе, у којој је ваздух током пола године очајно лош. У тој земљи се јавна добра својевољно и незаконито дају на коришћење и у власништво богатим капиталистима, и корупција се протеже од највиших до најнижих слојева државне администрације. У тој земљи већина младих људи као први приоритет у животу има напуштање своје земље. Треба замислити да неко покуша да објасни како је оних неколико наизглед лоших и неповољних ствари које постоје у тој земљи део недокучивог плана врхунски доброг, свезнајућег и свемоћног владара.
Оно што изгледа као зло и патња, у крајњем исходу је искупљено рачуницом тог и таквог владара. Већина становништва можда изгледа као да живи изразито лоше, али земља заправо никад није била у бољем стању. Врло је вероватно да ово објашњење никоме не би било уверљиво. Слично томе треба да се размишља и када је у питању последња одбрана од проблема зла.
Из истих разлога из којих се одбацује идеја да постоји некакав генијални, скривени владарев план који објашњава и оправдава зло, треба да се одбаци идеју да је тако нешто случај кад је у питању Бог и његов свет. Ово не значи да се може сасвим елиминисати могућност да постоји некакав недокучиви Божији план. Међутим, то ипак не значи да треба да се верује да постоји такав план. Слично томе, не може се елиминисати могућност да је свет у целини створен пре два сата, али ипак то не значи да треба у то да да се верује. Може се формулисати овакав аргумент против „ко зна зашто је то добро“ одбране теизма:
(ЗМ1) Не треба веровати да је сва патња која постоји у Земљи из Маште нужна за неко непознато добро које владар има у плану.
(ЗМ2) Ако не треба веровати да је сва патња која постоји у Земљи Из Маште нужна за неко непознато добро које владар има у плану, онда не треба веровати да је сва патња у свету нужна за неко непознато добро које Бог има у плану.
(ЗМ3) Дакле, не треба веровати да је сва патња у свету нужна за неко непознато добро које Бог има у плану.

Може се закључити да свемоћни, свезнајући, савршено добри Бог не постоји јер је његово постојање непомирљиво са постојањем зла и патње какве налазимо у свету. Да би се дошло до овог закључка, атеисти су размотрили и одбацили неколико одбрана Божијег постојања које се позивају на постојање различитих добара која патњу чине нужном. На крају, понудили су разлоге за тврдњу да не треба веровати у то да патња постоји у циљу неког добра које, с обзиром на неизбежна ограничења, која људи нису у стању да открију.